# Daniella Okeke
Daniella Okeke (Estado de Imo, 26 de marzo de 1977) es una actriz nigeriana.

## Carrera
En 2013 interpretó el papel de Joke en la película de comedia romántica dirigida por Desmond Elliot Lagos Cougars, rol que le valió una nominación en la categoría de mejor actriz en los Premios de la Academia del Cine Africano en 2014.
Okeke es aficionada a los autos de alta gama.

## Filmografía destacada
- Sleek Ladies (2007)
- Stronger than Pain (2007)
- Lagos Cougars (2013)
- The Boss is Mine (2016)